# Universität Hamburg
Universität Hamburg er et universitet i den bystaten Hamburg i Tyskland. Det blev grundlagt i 1919 af Wilhelm Stern ved at sammenlægge en række eksisterende akademiske institutioner, herunder Akademische Gymnasium, Kolonialinstitut , Hamburger Universität für Wirtschaft und Politik og Handelsakademie Hamburg. Universitetet har 35.587 studerende (2008) og 10.102 ansatte (2008).
Hovedsædet er beliggende i bydelen Rotherbaum, men universitetet har også aktiviteter i bl.a. Eppendorf, Altona, Bergedorf og Bahrenfeld.
Universitetet består af seks fakulteter: 
- Det juridiske fakultet
- Det økonomiske og samfundsvidenskabelige fakultet
- Det medicinske fakulutet
- Fakulutetet for pædagogik, psykologi og kinesiologi
- Det humanistiske fakultet
- Fakulutetet for matematik, informatik og naturvidenskab